# Астранція
Напр́асник, або астранція (лат. Astrantia) — рід трав'янистих рослин родини окружкові (Apiaceae).

## Ботанічний опис
Стебло завдовжки 40–80 см.
Листя пальчасте роздільне, п'ятирозсічене з видовженими, яйцеподібними, двічі-тричі надрізаними пальчастими великими частинами, що закінчуються щетинкою.
Квіти білі, відтінки рожевого та вишневого, дрібні, утворюють прості парасольки, оточені великими листками-обгортками.
Плід — двосім'янка.
Цвіте з червня по липень.

## Поширення
Рід поширений у Європі та на Кавказі. В Україні трапляється у Карпатах, Закарпатті, Західному Поліссі та західному лісостепу.

## Види
Деякі види:
- Astrantia bavarica F. W. Schultz [4]
- Astrantia carniolica K.Koch (Jacq.) [5]
- Напрасник великий (Astrantia major) L. [6]
- Astrantia maxima Pall. [7]
- Astrantia minor Vitman [8]